# Kuindschi-Straße 35 und 48 (Mariupol)

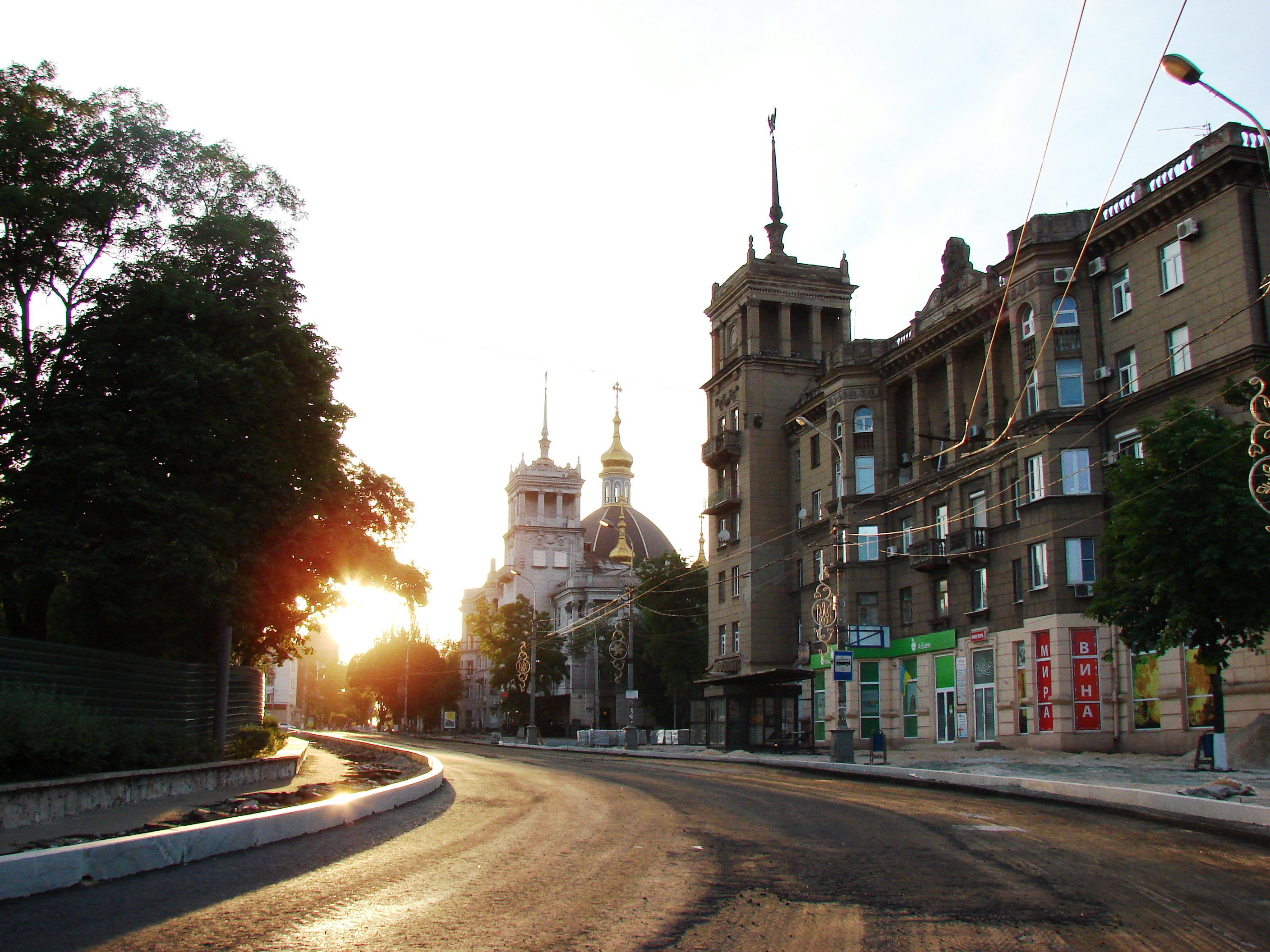
Wohnhäuser Kuindschi-Straße (2018)

Die Gebäude in der Kuindschi-Straße 35 und 48 in der ukrainischen Stadt Mariupol sind zwei denkmalgeschützte Häuser gleicher Bauweise. 

## Lage und Geschichte
Die beiden Wohnhäuser mit Türmen befinden sich an der Mündung der Kuindschi-Straße in die Friedensallee (ukrainisch Миру проспект Myru prospekt) in Mariupol. Wegen ihrer Ähnlichkeit werden sie auch „Mariupol-Zwillinge“ genannt. Noch häufiger heißen sie schlicht „Häuser mit Türmen“ (ukrainisch Будинки зі шпилем Budynky si schpilem). Aufgrund ihrer Höhe sind beide Gebäude vom Asowschen Meer aus zu sehen, weshalb sie als Wahrzeichen der Stadt gelten.
Der Architekt und Stadtplaner Lew Janowizki (1918–2008) schlug vor, die Leninallee (heute Friedensallee) in einem architektonischen Stil zu errichten. Daher wiederholt sich am Theaterplatz mit dem Dramatheater, der von der Allee überquert wird, das Motiv der Ecktürme an der West-, Nord- und Ostseite. Am deutlichsten ausgeprägt ist es an der Nordseite, wo die Kuindschi-Straße in den Platz mündet. Da sich hier die Türme besonders deutlich vom eigentlichen Baukörper abheben, und diesen um mehrere Etagen überragen sowie von Turmspitzen bekrönt werden, die an Fialen erinnern, waren es diese beiden Bauwerke, die als „Mariupol-Zwillinge“ bezeichnet wurden, obwohl mehrere Eckturm-Paare am Platz zu finden sind und auch die Risalittürme von anderen Gebäuden an der Ostseite wiederholt werden. Sie sind zudem prachtvoller als andere Gebäude gestaltet, da sie noch vor dem Gesetzerlass zur Vereinfachung der Bauten errichtet wurden, der dem Tod Stalins folgte. Im Jahr 1971 wurden beide Wohnhäuser saniert. Sie stehen als „Baudenkmal von regionaler Bedeutung“ unter Denkmalschutz.
Im März 2022 wurden die Gebäude während der Belagerung von Mariupol beschädigt, wovon insbesondere der Dachstuhl der Wohnhäuser betroffen war. Zudem wurden die Fenster zu großen Teilen zerstört. Daneben nahmen auch die Fassaden Schäden. Im Juni 2023 wurden erste Fortschritte bei der Wiederherstellung vermeldet: Die Dächer wurden repariert und die Fenster wieder verglast.

### Haus Kuindschi-Straße 48

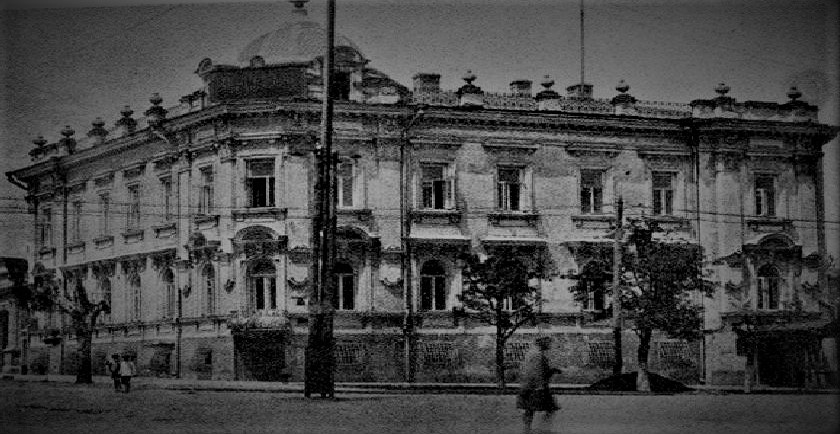
Vorgängerbau der Kuindschi-Straße 48 (um 1900)

Das Gebäude mit der Hausnummer 48 wurde anstelle des im Zweiten Weltkrieg ausgebrannten Wohn- und Geschäftshauses von Alexander Dawidowitsch Charadschajew erbaut. Dieser vermietete den Vorgängerbau im Jahr 1878 an die Schule, als die Räumlichkeiten der Stadt nicht mehr ausreichten, da das Alexandrinum zu diesem Zeitpunkt noch kein eigenes Gebäude besaß, sondern im Herrenhaus des N. P. Chasandschi untergebracht war. Als auch das Gebäude Charadschajews zu klein wurde, erweiterte er es im Jahr 1879 auf eigene Kosten um einen Anbau mit vier weiteren Räumen. Doch die hygienischen Zustände verschlechterten sich allmählich, so dass schließlich – im Jahr 1894 – der Schulneubau begonnen wurde, woraufhin die Villa wieder von der Familie genutzt werden konnte, die sie bis zur Oktoberrevolution behielt, dann aber 1920, nach dem Russischen Bürgerkrieg enteignet.
Das Haus schmückt die Gedenktafel für Dmitri Iljitsch Uljanow (russisch: Дми́трий Ильи́ч Улья́нов; 1874–1943), Arzt und jüngerer Bruder von Alexander Iljitsch Uljanow und Lenin, der mit bürgerlichem Namen Wladimir Iljitsch Uljanow hieß. Dmitri Uljanow hielt sich hier – laut der Inschrift – im Jahr 1920 auf. Die westliche Villa erhielt kurz in dieser Zeit der Stadtrat. Nach dem Überfall auf die Sowjetunion befand sich in den Villen die Reichskanzlei der deutschen Besatzer sowie der Stab der Militärabteilung. Beim Abzug setzten sie beide Villen in Brand, so dass diese zerstört wurden. Im Hof des Hauses hat sich ein Luftschutzbunker des Zweiten Weltkrieges erhalten. Das Gebäude wurde im Jahr 2010 erneut saniert und ist daher heller als das östliche Bauwerk.

### Haus Kuindschi-Straße 35
Dieses östliche Gebäude ist der Nachfolger des prachtvolleren Wohnhauses, in dem die Familie Charadschajew lebte, nachdem sie das andere Gebäude der Schule zur Verfügung stellte. Nach der Enteignung 1920 erhielt diese östliche Villa, die eine Kuppel auf der Ecke sowie reichen klassizistischen Schmuck besaß, der Stadtvorstand der Kommunistischen Partei der Sowjetunion. Nach der Zerstörung der beiden Gebäude durch die abziehenden Deutschen vergingen einige Jahre, bis die Bauplätze erneut genutzt wurden. Der dort errichtete Bau ist etwas kleiner als sein westlicher Nachbar. Beide entstanden in den Jahren 1952 und 1953. Die Jahreszahl 1954, die sich an der Fassade findet, bezeichnet den Zeitpunkt, zu dem die ersten Bewohner einzogen. Das östliche Gebäude wurde notdürftig repariert, nachdem um das Jahr 2010 ein Teil des Fassadenschmucks abfiel.

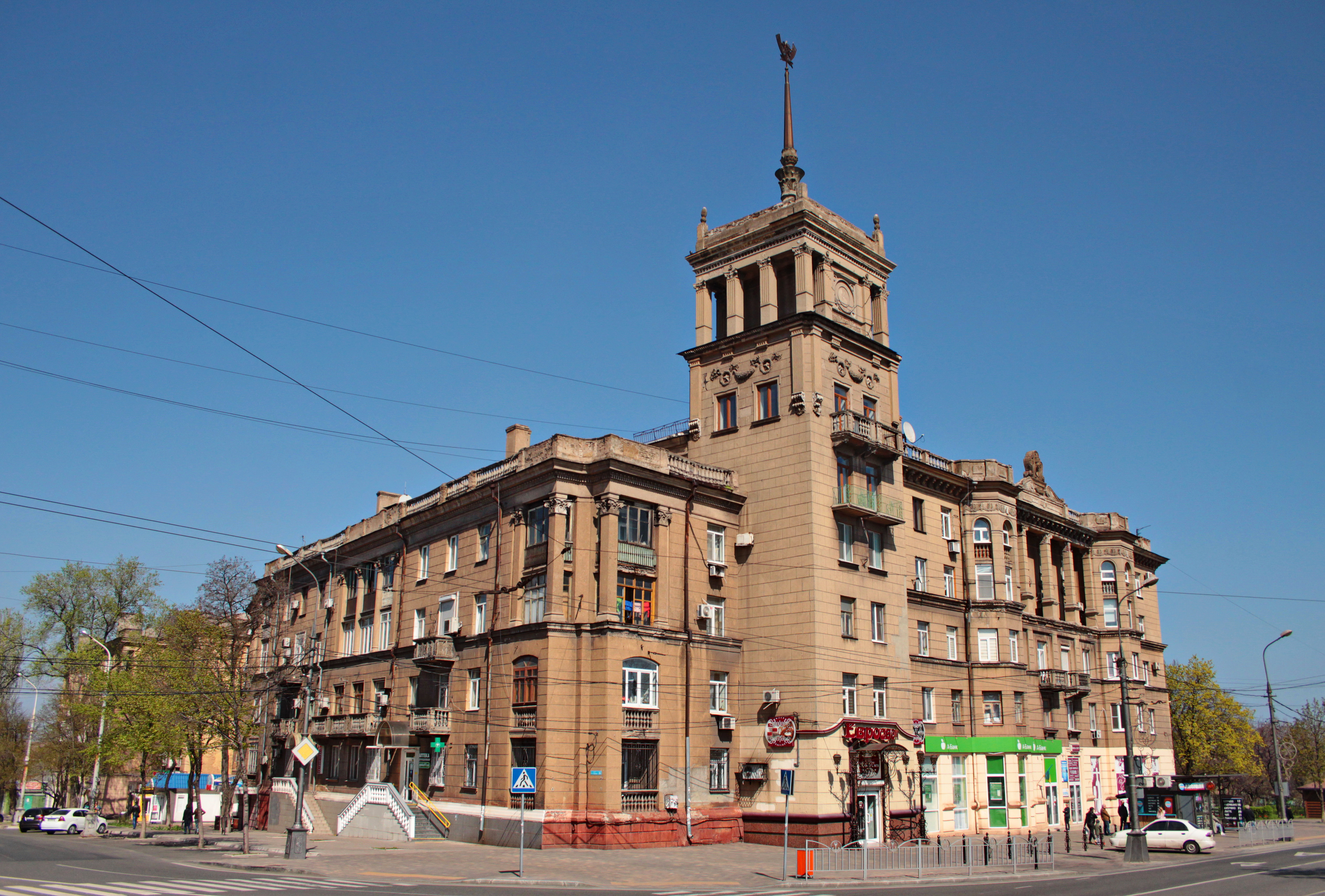
Kuindschi-Straße 35 (östliches Haus)
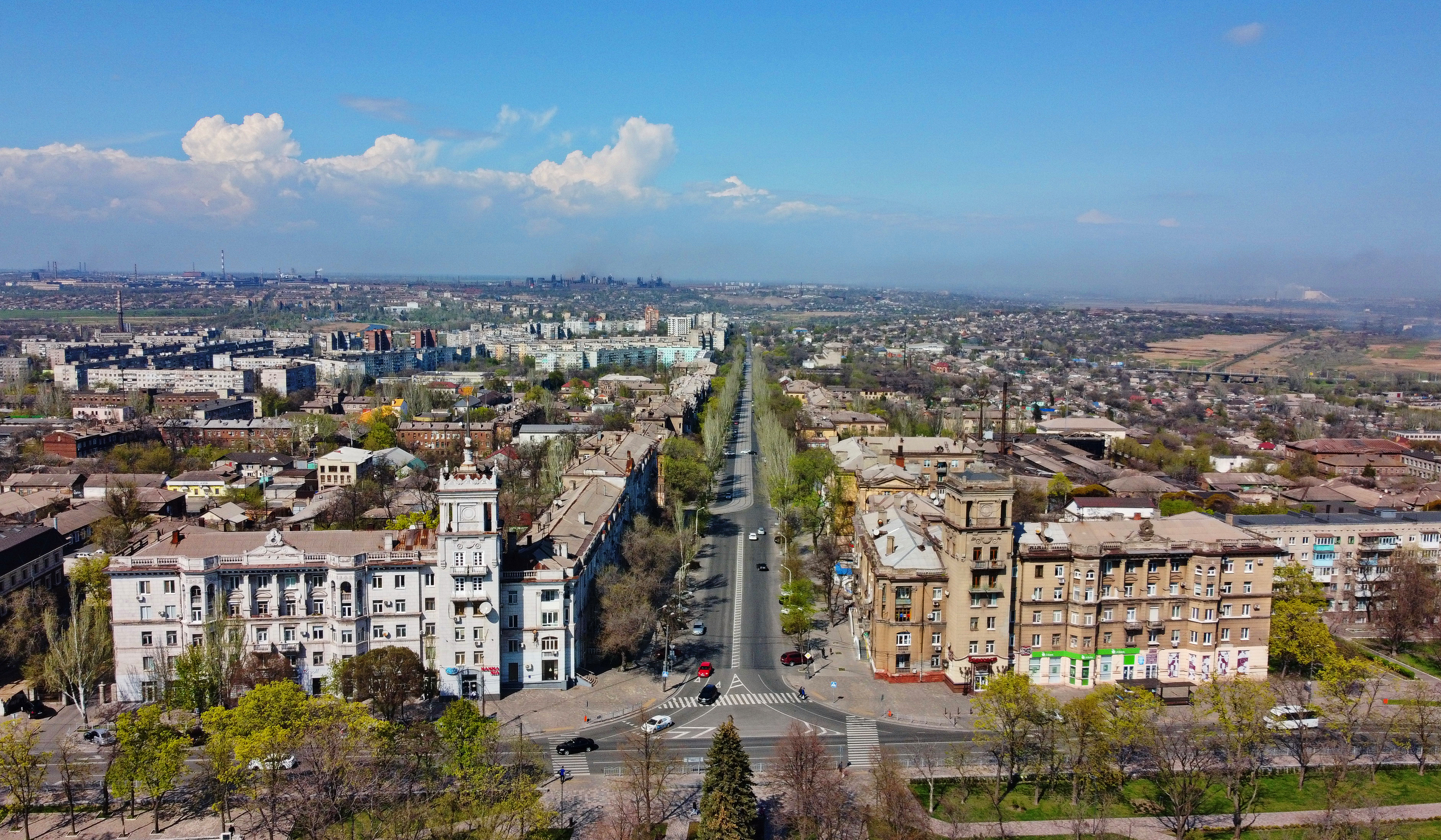
Kuindschi-Straße 35 und 48 (Gesamtansicht)
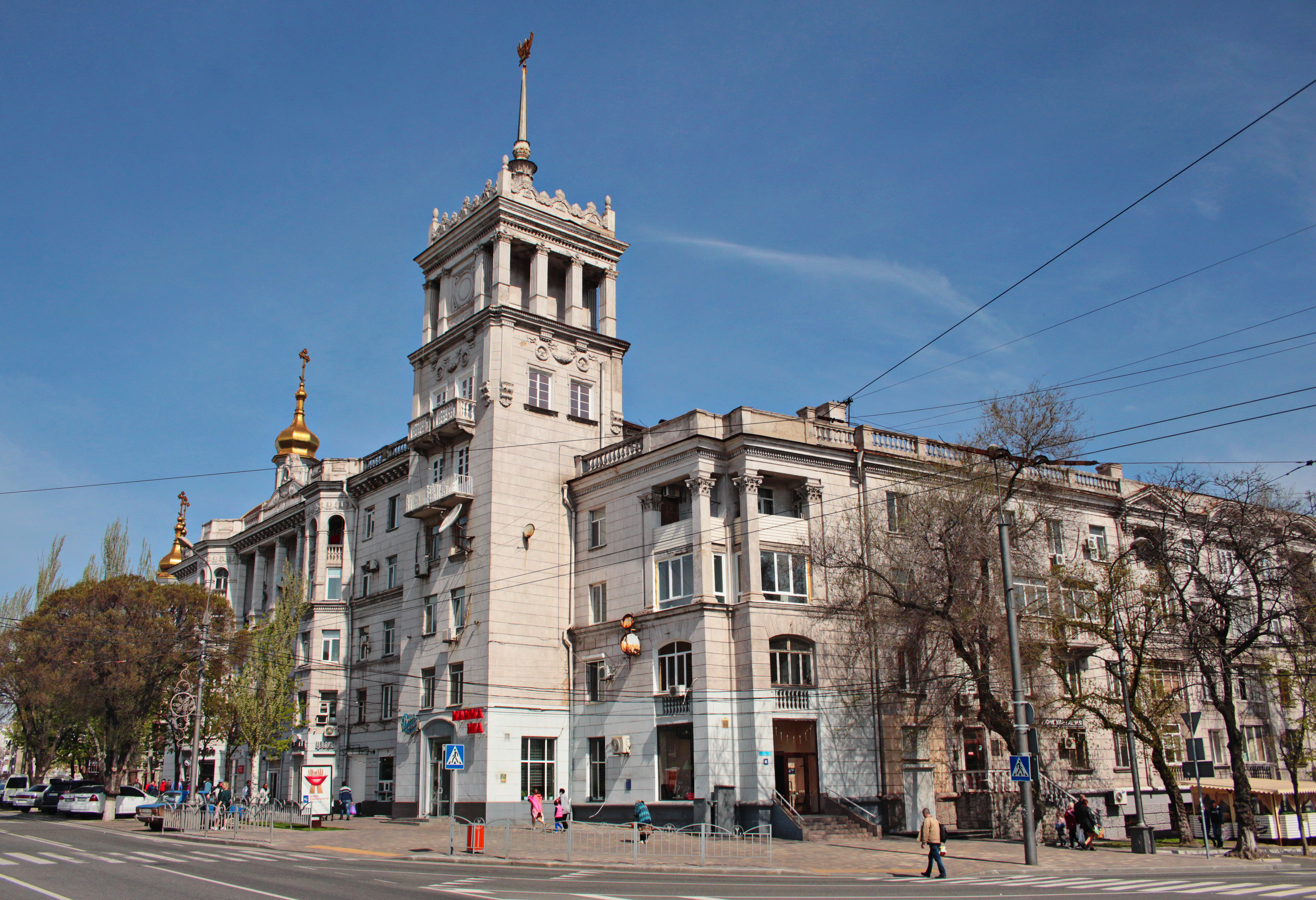
Kuindschi-Straße 48 (westliches Haus)

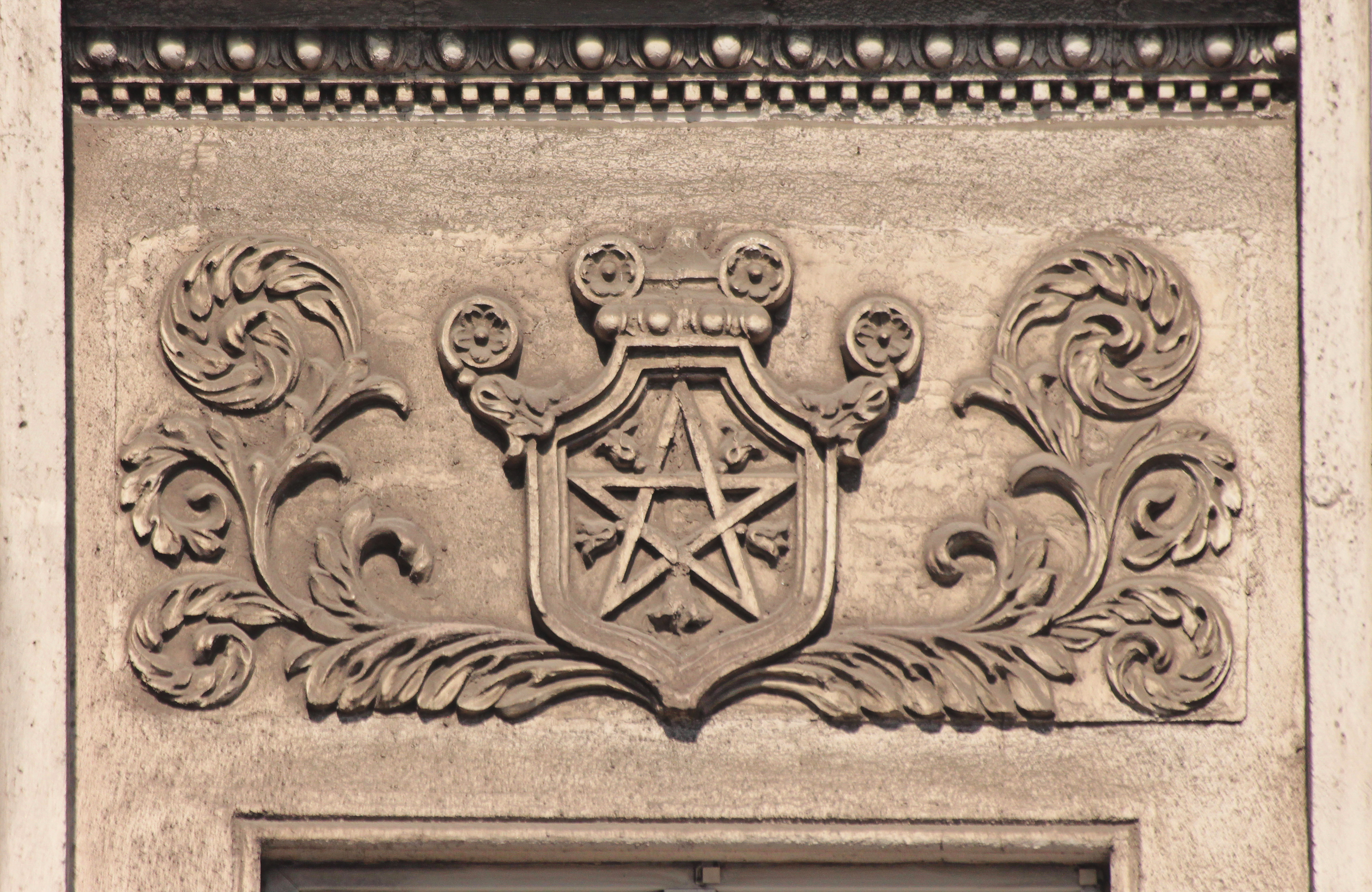
Kuindschi-Straße 35
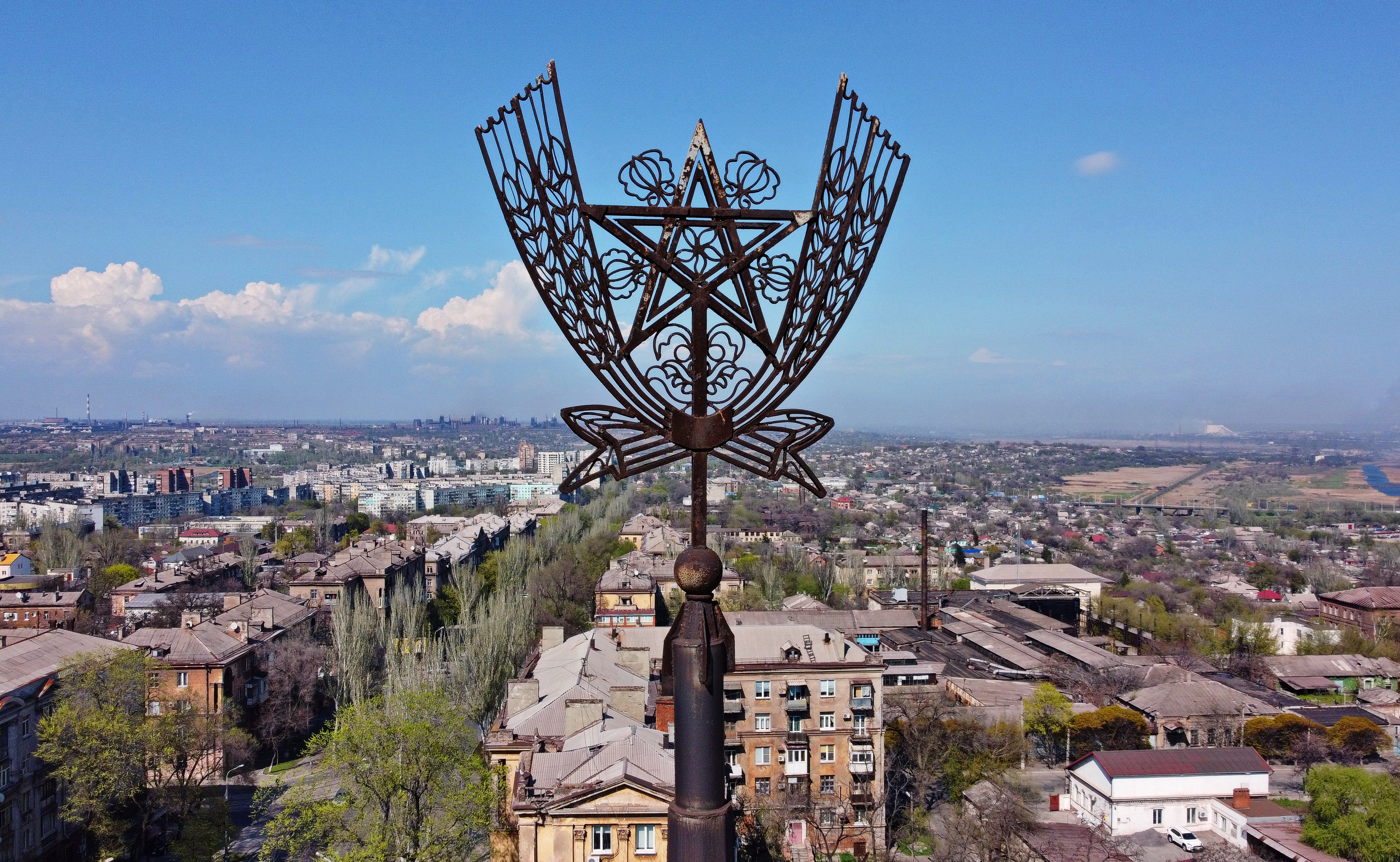
Kuindschi-Straße 35
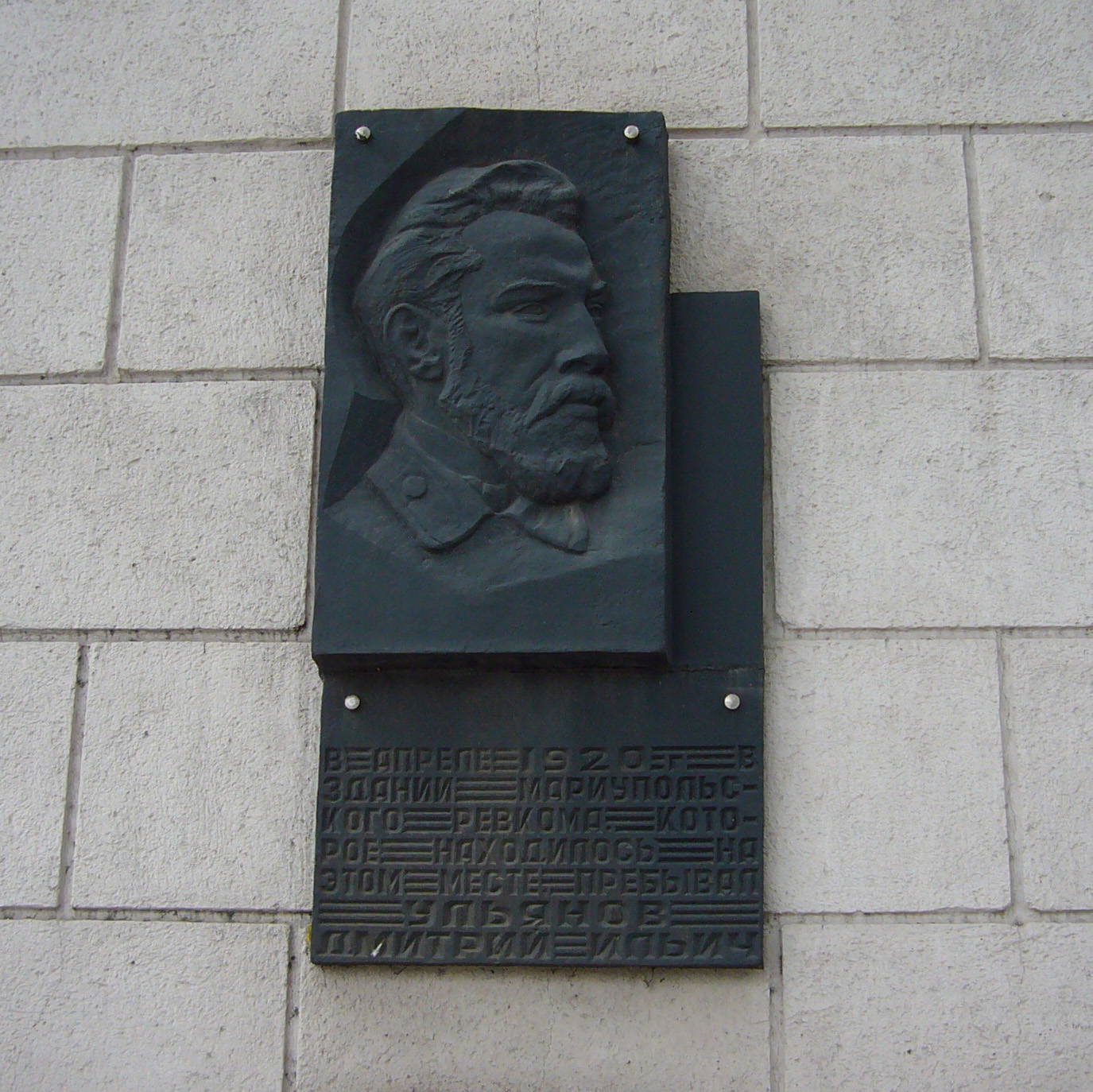
Kuindschi-Straße 48, Gedenktafel für Dmitri Iljitsch Uljanow

## Baubeschreibung
Die Wohn- und Gewerbebauten mit siebengeschossigen Türmen wurden im Stil des Sozialistischen Klassizismus errichtet. Beide weisen an der Platzseite einen breiten fünfgeschossigen Bau auf, der zentral vier Fensterachsen besitzt. Diese sind von einem gemeinsamen Giebel bekrönt. Jeweils links und rechts werden diese vier Achsen von einem Risalit begrenzt. Rechts und links der Risalite befinden sich wiederum jeweils zwei weitere Fensterachsen. Gen Straßenecke folgt hierbei allerdings eine dritte Achse, dann der Turm und an diesen schließt jeweils ein viergeschossiger Bau an, der – jeweils  im rechten Winkel nördlich erbaut – die Kuindschi-Straße flankiert, so dass eine Gesamtanlage entsteht, die einem Stadttor mit Flankentürmen ähnelt. Die Fassaden werden durch zahlreiche Elemente wie Balkone, Säulen und Pilastern mit Kapitellen oder auch Reliefs belebt. Auf dem Dach ziehen sich Balustraden entlang.